# Ричард Толман
Ричард Толман (на английски: Richard Tolman) е американски физикохимик.

## Биография
Роден е на 4 март 1881 година в Уест Нютън, щата Масачузетс, САЩ. През 1903 година завършва с бакалавърска степен по химично инженерство Масачузетския технологичен институт. Следващата година прекарва в Германия, където продължава обучението си в техническо училище в Берлин, а по-късно в индустриална лаборатория в Крефелд. Завръща се в Масачузетския технологичен институт, където подготвя дипломна работа и е асистент-изследовател по теоретична химия (1907-1909) и физикохимия (1909-1910). През 1910 година получава докторска степен.
След дипломирането си работи в различни университети в САЩ. От 1910 до 1911 е инструктор по физикохимия в Мичиганския университет. След това е асистент-професор по физикохимия в Университета в Синсинати (1911-1912) и Калифорнийския университет (1912-1916). През 1916 година е професор по физикохимия в Университета на Илинойс.
По време на Първата световна война служи като майор в Химическия корпус на Армията на САЩ. След войната работи в Министерството на земеделието.
През 1922 година се присъединява към Калифорнийския технологичен институт, където започва работа като професор по физикохимия и математическа физика. Отличават се неговите лекции по статистическа механика, термодинамика и теория на относителността. Извършва дългогодишна научна дейност.
По време на Втората световна война изиграва важна роля в организацията и управлението на научната програма на САЩ. Има участие в проекта „Манхатън“, където работи като научен съветник на военния ръководител на проекта – генерал-лейтенант Лесли Гроувс.
След войната е научен съветник на американския представител в Комисията за атомна енергия на ООН. През 1947 година подновява научните си изследвания.
Умира от мозъчен кръвоизлив на 5 септември 1948 година в Пасадина, щата Калифорния.
Толман е член на американската Национална академия на науките и Американското философско общество. За приносите си по време на Втората световна война е награден с американския „Орден за заслуги“ и с „Орден на Британската империя“. През 1942 година е удостоен от Принстънския университет с почетната степен „доктор на науките“.